# Enodia (genre)
Pour les articles homonymes, voir Enodia.
Genre
Le genre Enodia regroupe des lépidoptères (papillons) de la famille des Nymphalidae, de la  sous-famille des Satyrinae présents uniquement en Amérique du Nord.

## Dénomination
Le nom Enodia a été donné par Jakob Hübner en 1819.

## Liste des espèces
- Enodia anthedon Clark, 1936
  - Enodia anthedon borealis Clark, 1936
- Enodia creola (Skinner, 1897)
- Enodia portlandia (Fabricius, 1781)
  - Enodia portlandia floralae (Heitzman et dos Passos, 1974)
  - Enodia portlandia missarkae (Heitzman et dos Passos, 1974)